# Clifford Grayson

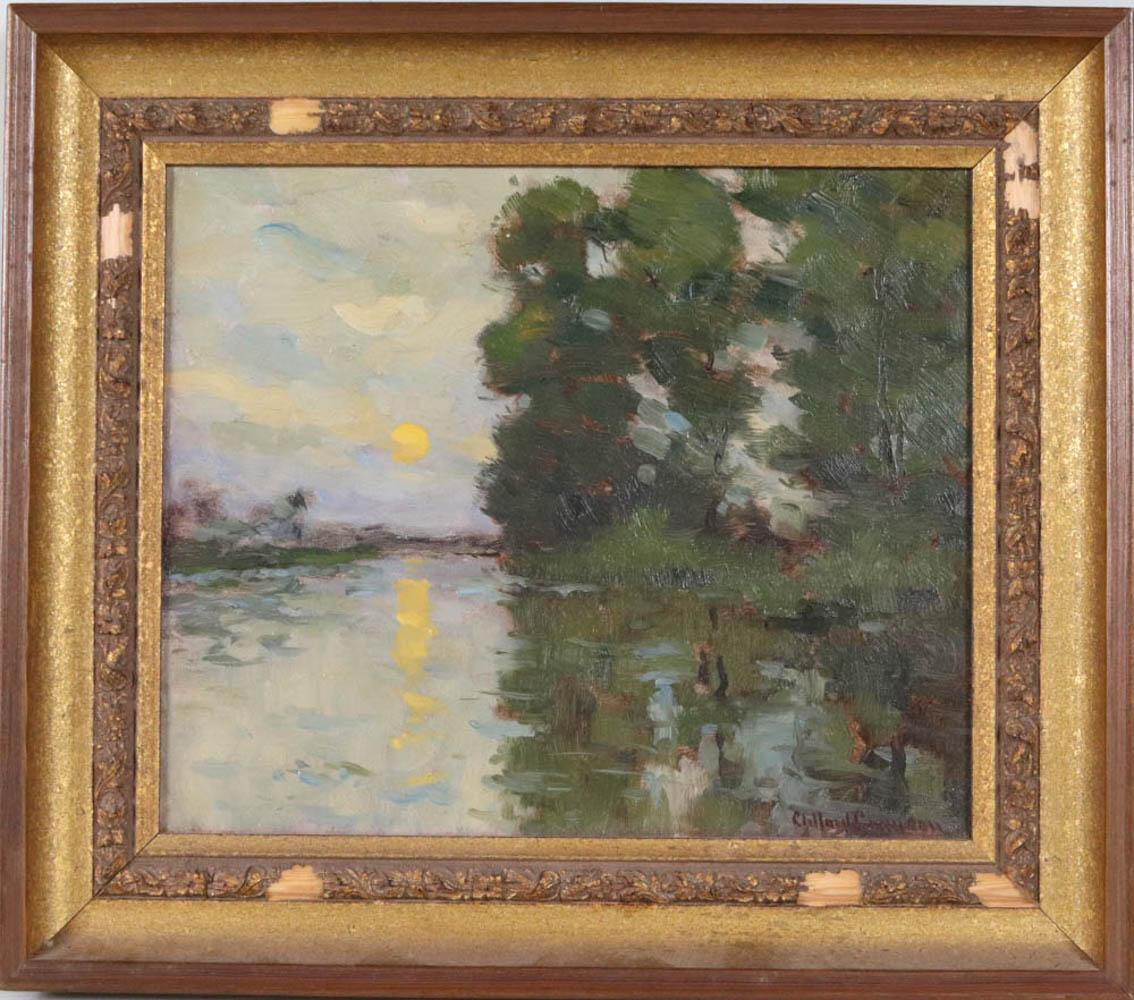
Clifford Grayson: 'Moonlight on the Water' (1909)

Clifford Grayson (auch Clifford Prevost Grayson, * 14. Juli 1857 in Philadelphia, Pennsylvania; † 11. November 1951 in Old Lyme, Connecticut) war ein US-amerikanischer Maler.

## Leben

### Familie, Ausbildung und beruflicher Werdegang
Clifford Grayson, Sohn des Frederick William Grayson und der Mary Mallet Prevost Grayson, studierte an der Pennsylvania Academy of the Fine Arts in seiner Heimatstadt Philadelphia, dort zählten Christian Schussele und Thomas Eakins zu seinen Lehrern. Er setzte seine künstlerische Ausbildung als Schüler von Jean-Léon Gérôme an der Ecole des Beaux-Arts fort.
Nach dem Abschluss seiner Ausbildungen lebte er in mehreren französischen Küstenregionen unter anderem über einen längeren Zeitraum in der Bretagne, um 1884 ließ er sich in Concarneau nieder. 1890 kehrte er nach Philadelphia zurück, dort zeichnete er verantwortlich für das Art Program am Drexel Institute of Art, Science and Industry. Zusätzlich war er sehr aktiv tätig an der Pennsylvania Academy of the Fine Arts. Zuletzt lebte und wirkte er in der Künstlerkolonie in Old Lyme in Connecticut. Clifford Grayson, der am 21. Januar 1902 die aus Philadelphia gebürtige Anna Lewis Steel (1867–1945) heiratete, starb 1951 im Alter von 94 Jahren.

### Künstlerisches Wirken
Der Figuren- und Landschaftsmaler Clifford Grayson zählt zu den Vertretern eines grundsätzlich realistischen Stils, welcher impressionistische Elemente einfließen lässt. In seinem Werk stellt er insbesondere maritime Szenen sowie angsterfüllte Frauen und Kinder dar, die auf die Rückkehr ihrer Lieben warten.
Grayson, der regelmäßig ausstellte, wurde 1886 mit dem mit 2000 Dollar dotierten Prize der American Art Galleries in New York, ein Jahr später mit der prestigeträchtigen Temple Gold Medal der Pennsylvania Academy of Fine Arts ausgezeichnet. Ein Teil seines Werkes ist vertreten in den ständigen Sammlungen der Corcoran Gallery of Art in Washington, D.C. und in jenen des Art Institute of Chicago. Grayson hatte Mitgliedschaften in der Century Association und im Salmagundi Club inne.